# Тамсамани, Тахар
Тахар Тамсамани (англ. Tahar Tamsamani, род. 10 сентября 1980 года, Марракеш, Марокко) — марокканский боксёр-любитель, бронзовый призёр Олимпийских игр 2000 года.
В полуфинале Олимпийских игр 2000 года в Сиднее уступил будущему чемпиону Бекзату Саттарханову из Казахстана и получил бронзовую медаль.